# Меруока (микрорегион)

Меруока на карте.

Меруока (порт. Microrregião da Meruoca) — микрорегион в Бразилии, входит в штат Сеара. Составная часть мезорегиона Северо-запад штата Сеара. Население составляет 24 464 человека (на 2010 год). Площадь — 288,450 км². Плотность населения — 84,81 чел./км².

## Демография
Согласно сведениям, собранным в ходе переписи 2010 г. Национальным институтом географии и статистики (IBGE), население микрорегиона составляет:
| Полное население                             | Полное население                             | Полное население                             | Полное население                             | 24 464 |
| -------------------------------------------- | -------------------------------------------- | -------------------------------------------- | -------------------------------------------- | ------ |
| в том числе:                                 | Городское население                          | 10 868                                       | Процент городского населения, %              | 44,42  |
|                                              | Сельское население                           | 13 596                                       | Процент сельского населения, %               | 55,58  |
|                                              | Мужское население                            | 12 188                                       | Процент мужского населения, %                | 49,82  |
|                                              | Женское население                            | 12 276                                       | Процент женского населения, %                | 50,18  |
| Плотность населения, чел/км²                 | Плотность населения, чел/км²                 | Плотность населения, чел/км²                 | Плотность населения, чел/км²                 | 84,81  |
| Население микрорегиона в % к населению штата | Население микрорегиона в % к населению штата | Население микрорегиона в % к населению штата | Население микрорегиона в % к населению штата | 0,29   |

## Статистика
- Валовой внутренний продукт на 2003 составляет 36 732 506,00 реалов (данные: Бразильский институт географии и статистики).
- Валовой внутренний продукт на душу населения на 2003 составляет 1698,52 реалов (данные: Бразильский институт географии и статистики).
- Индекс развития человеческого потенциала на 2000 составляет 0,624 (данные: Программа развития ООН).

## Состав микрорегиона
В составе микрорегиона включены следующие муниципалитеты:
1. Алкантарас
2. Меруока